# Principauté épiscopale de Metz
XIe siècle – 1552
Entités précédentes :
- Duché de Lorraine (comté de Metz)

Entités suivantes :
- Royaume de France (Trois-Évêchés)

La principauté épiscopale de Metz (en allemand : Fürstbistum Metz) ou  évêché de Metz (Hochstift Metz) est un État du Saint-Empire romain germanique. Cet État est distinct du diocèse de Metz, fondé au IVe siècle, tout d'abord suffragant de la province ecclésiastique de Trèves, sur lequel s'exerce l'autorité spirituelle de l’évêque, et qui s’étend sur une partie de l'aire lorraine. La principauté épiscopale est quant à elle l'ensemble des territoires (éventuellement disjoints) sur lesquels l'évêque exerce le pouvoir temporel d'un seigneur, disposant selon les cas de la haute, moyenne ou basse justice.
Les évêques de Metz, qui relevaient initialement du duché de Haute-Lotharingie, obtiennent l'immédiateté impériale comme seigneurs temporels de la principauté épiscopale au XIe siècle, et font partie du collège des princes ecclésiastiques à la Diète d'Empire. Le siège de la principauté et du diocèse est officiellement à Metz.
Occupé par les forces armées du roi Henri II en 1552, l'évêché est placé finalement sous souveraineté française en 1648 par les traités de Westphalie.

## Géographie
Au haut Moyen Âge, les évêques de Metz étaient investis de possessions territoriales considérables, qui se dispersaient initialement de Chiemsee en Bavière aux Cévennes. À partir de 1500, leur principauté est administrativement rattachée à la circonscription impériale du Rhin supérieur. À l'époque moderne, elle comprenait encore un territoire étroit autour de Vic-sur-Seille, dans le centre-est de la Lorraine.

## Histoire

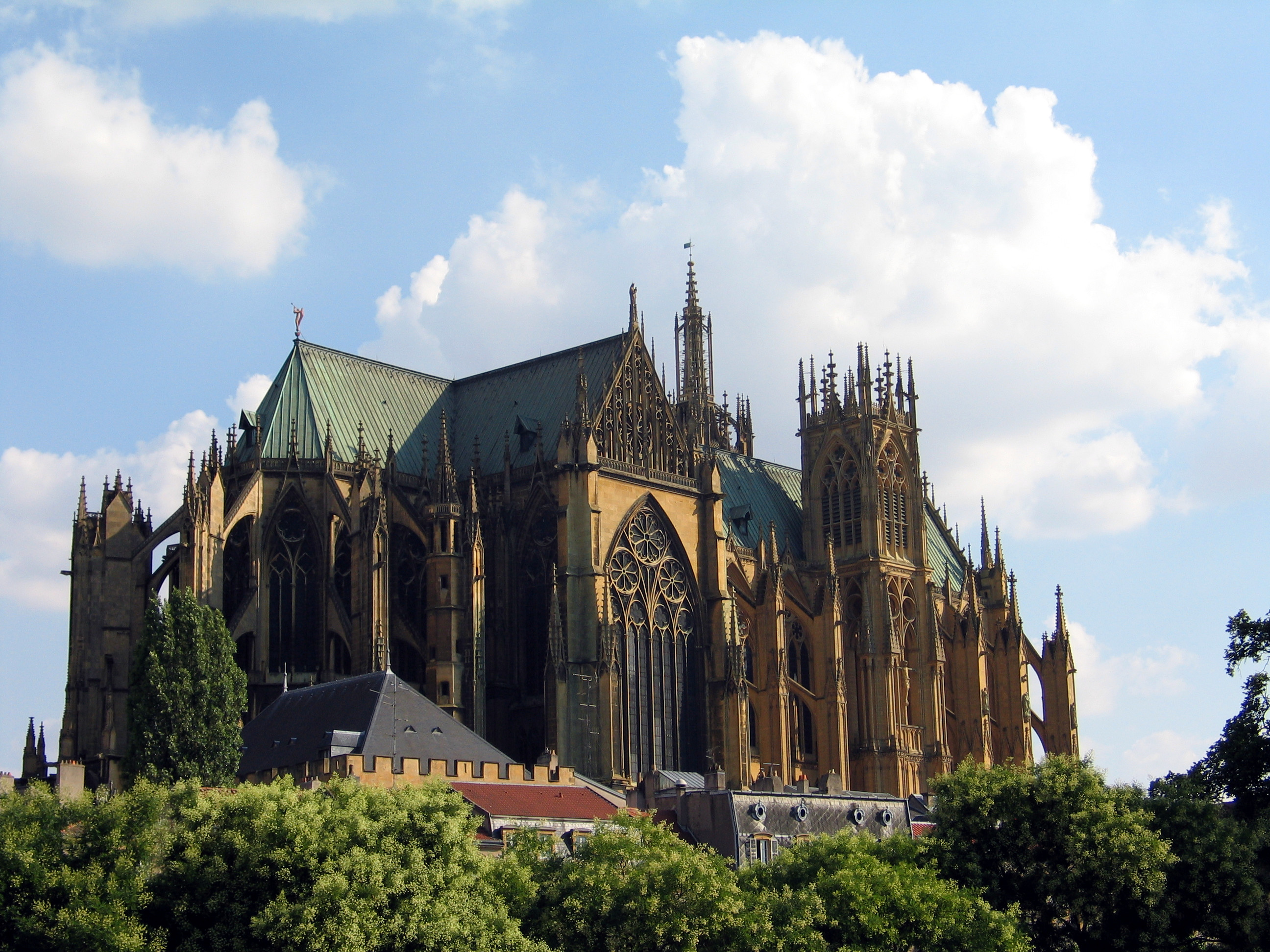
La cathédrale Saint-Étienne de Metz.

Un diocèse de Metz existe peut-être depuis le IVe siècle, la première mention étant datée de 535. Il appartient alors à l'archidiocèse de Trèves. Déjà durant l'époque mérovingienne, les évêques de Metz ont pu acquérir de nombreux biens propres – beaucoup plus que les autres diocèses "lorrains" de Toul et de Verdun. Dans les divisions carolingiennes, le diocèse revient à la Francie médiane par le traité de Verdun conclu en 843 puis, selon les dispositions du traité de Meerssen en 870, à la Francie orientale, le royaume de Louis le Germanique.
Il y a eu à Metz deux sortes de comtes : les « comtes royaux » ainsi nommés parce qu’ils étaient investis par le roi carolingien, puis le roi de Germanie et les « comtes palatins » nommés par les évêques de Metz pour gérer leurs affaires. Au XIe siècle, l’influence des souverains germaniques s'estompe ; les comtes royaux disparaissent à cette époque, alors que les évêques, résidant sur place, concentrent de plus en plus le pouvoir. Ils délèguent rapidement l'exercice de ce pouvoir temporel aux comtes palatins. Ceux-ci deviennent de facto des « comtes épiscopaux ». Ces derniers, voués de l’Église de Metz, se firent représenter dans la cité messine par des sous-voués à partir de 1121.

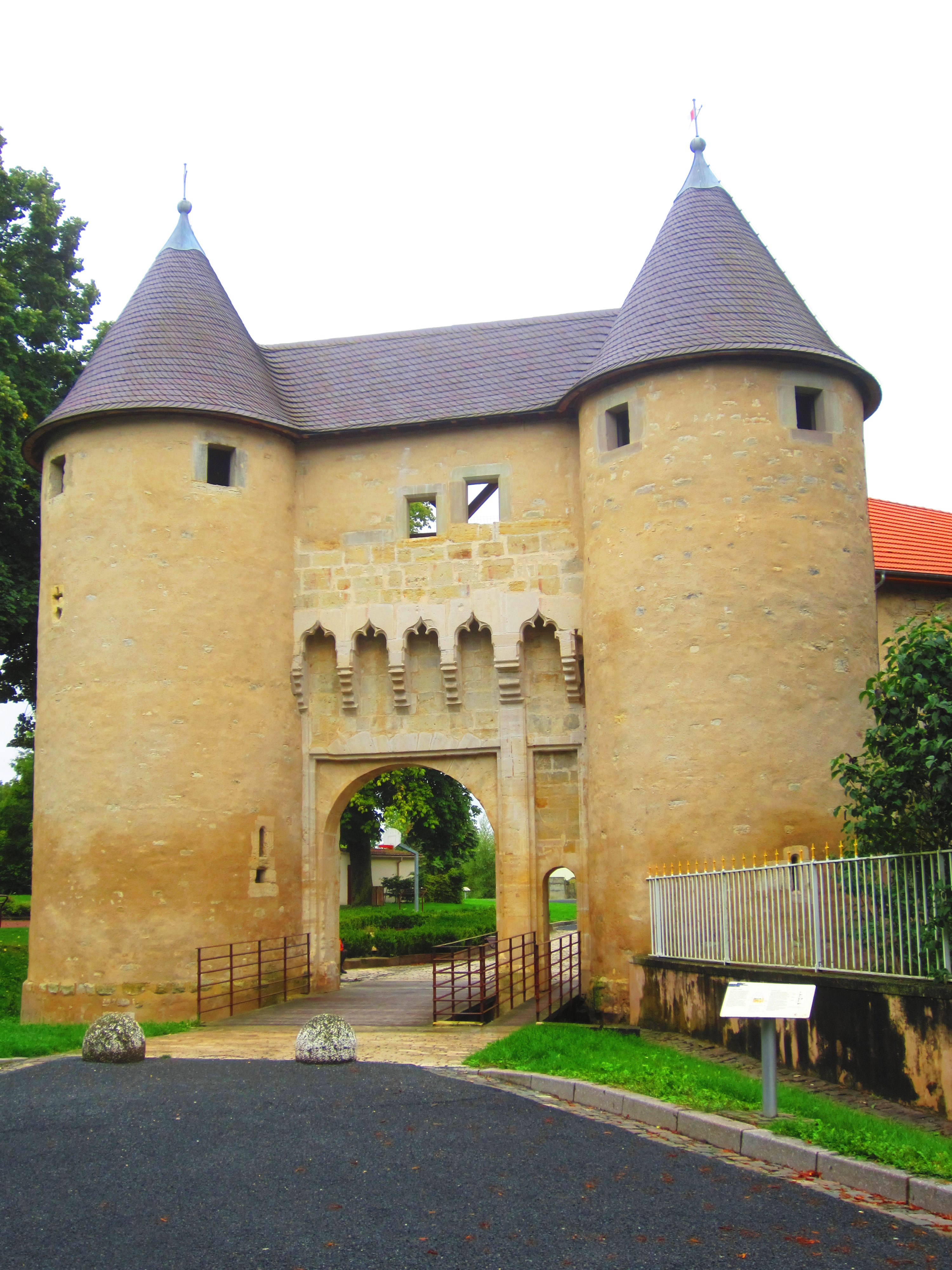
Entrée du château des princes-évêques de Metz à Vic-sur-Seille.

Au Moyen Âge central, le pouvoir temporel du comté de Metz passe de plus en plus aux évêques. L’évêché de Metz atteint l’apogée de sa puissance sous l’épiscopat d'Adalbéron III (1047-1072). Vers 1080, l'évêché de Metz acquiert la suprématie sur le comté de Sarrebruck. À la mort de Gertrude de Dabo en 1225, l’évêque de Metz, Jean Ier d’Apremont, rattache le comté de Dabo (Dagsbourg) au domaine épiscopal, à titre de fief. Le règlement de la succession du Comté de Metz et la guerre qui suivit, affaiblit toutefois le pouvoir de l'évêque, au moins sur la ville de Metz, qui s'émancipa de la  tutelle épiscopale, pour devenir une ville libre du Saint-Empire romain germanique. Dès lors, les princes-évêques prennent résidence à Vic-sur-Seille où ils font agrandir le château. Néanmoins, les évêques n'ont pas réussi à faire contrepoids aux ducs de Lorraine. Ainsi, en 1434, la ville de Sarrebourg quitte la principauté en prêtant allégeance au duc de Lorraine.
L'évêché souffre de plus en plus d'une situation économique difficile, et subit les convoitises de ses puissants voisins. De 1484 à 1607, tous les évêques de Metz sont issus de la maison de Lorraine. En 1552, le roi de France Henri II, qui a signé le traité de Chambord avec des princes germaniques protestants aux dépens de l'empereur Charles Quint, occupe les villes de Metz, de Toul et de Verdun et la principauté. L'année suivante, l'empereur tente la reconquête, mais en vain. En 1613, la France force l'hommage des autorités ecclésiastiques. Avec l'entrée de la France dans la guerre de Trente Ans et l'occupation du duché de Lorraine à partir de 1632, la France du roi Louis XIII est le pouvoir dominant dans la région. Après 1632, les pouvoirs du gouverneur français de Metz sont étendus à tous les secteurs de la principauté.
Aux traités de Westphalie en 1648, la principauté est finalement cédée à la France avec les autres principautés épiscopales de Toul et de Verdun; ensemble elles forment désormais la province des Trois-Évêchés. Leurs évêques conservent néanmoins le titre de princes du Saint-Empire romain germanique jusqu’à la Révolution française.

## Territoire

Carte des Trois-Évêchés montrant les communes et les départements actuels.

Au XVIIIe siècle, appartiennent à l'évêché de Metz les fiefs épiscopaux suivants : 
- Helflingen
- Habudingen
- Seigneurie d'Hingsange
- La Garde
- Turquestein
- Châtillon
- le comté de Rixingen
- les châtellenies de Remilly, Vic-sur-Seille, Fribourg, Baccarat et Rambervillers